# 바이오다이나믹 농업
바이오다이나믹 농업(biodynamic agriculture) 또는 생물역학원예는 루돌프 슈타이너(1861~1925)가 1924년에 처음 개발한 유사 과학적이고 난해한 개념에 기초한 대체 농업의 한 형태이다. 이것이 유기농 운동의 첫 번째 사건이었다. 토양비옥도, 식물 성장, 가축 관리를 생태학적으로 상호 연관된 작업으로 다루며 영적, 신비로운 관점을 강조한다.
생물역학은 다른 유기농 접근법과 많은 공통점을 가지고 있다. 이는 거름과 퇴비의 사용을 강조하고 토양과 식물에 대한 합성(인공) 비료, 살충제 및 제초제의 사용을 배제한다. 생물역학 접근법의 독특한 방법에는 동물, 작물, 토양을 단일 시스템으로 처리하는 것, 처음부터 지역 생산 및 유통 시스템에 중점을 두는 것, 전통 방식을 사용하고 새로운 지역 품종 및 변종을 개발하는 것 등이 있다. 일부 방법은 점성술 파종 및 심기 달력을 사용한다. 바이오다이나믹 농업에서는 퇴비 첨가제와 들판 살포를 위해 다양한 허브와 미네랄 첨가제를 사용한다. 이것들은 "토양 속의 우주의 힘"을 수확한다고 알려진 소의 뿔에 채워진 석영을 묻는 것과 같이 농업 경제학보다 공감 마법에 더 유사한 방법을 사용하여 준비된다.
인증된 바이오다이나믹 농업 기술과 유사한 유기농 및 통합 농업 관행 사이에 유익한 결과의 차이가 과학적으로 확립되지 않았다. 생물역동적 농업은 난해한 지식과 신비로운 신념에 의존하기 때문에 그 효능에 대한 과학적 증거가 부족하기 때문에 유사과학이다.
2020년 기준으로 독일, 호주, 프랑스를 중심으로 55개국 251,842헥타르에 바이오다이나믹 기술이 활용됐다. 독일은 세계 전체의 41.8%를 차지한다. 나머지는 국가당 평균 1,750ha이다. 포도나무를 재배하는 생물역학적 방법은 여러 유명한 포도밭에서 채택되었다. 바이오다이나믹 제품에 대한 인증 기관이 있으며, 대부분은 국제 바이오다이나믹 표준 그룹인 디미터 인터내셔널(Demeter International)의 회원이다.

## 같이 보기
- 퍼머컬처